# ジョーダン・ヤマモト
ジョーダン・ヤマモト（Jordan Yamamoto、1996年5月11日 - ）は、アメリカ合衆国ハワイ州パールシティ出身の元プロ野球選手（投手）。右投右打。

## 経歴

### プロ入り前
アメリカ合衆国のハワイ州パールシティ（オアフ島）出身。祖父が日本人であるため、日系三世である。

### プロ入りとブルワーズ傘下時代
ホノルルのセントルイス・スクール在学中、2014年のMLBドラフト12巡目（全体356位）でミルウォーキー・ブルワーズから指名され、同球団へ入団。

### マーリンズ時代
2018年1月25日にクリスチャン・イエリッチとのトレードで、ルイス・ブリンソン、イーサン・ディアス、マンテイ・ハリソンと共にマイアミ・マーリンズに移籍した。
2019年、シーズン当初は傘下のAA級ジャクソンビル・ジャンボシュリンプにてメジャーリーグ昇格のチャンスを伺っていたが、6月12日に投手陣の故障から急遽メジャー契約を結んでアクティブ・ロースター入りし、本拠地マーリンズ・パークでの対セントルイス・カージナルス戦にてメジャーリーグ初登板初先発のマウンドを踏み、カージナルス先発のマイルズ・マイコラスと投げ合い、7回3安打無失点5奪三振のピッチングを見せ、打席ではスクイズで打点を挙げるなどの活躍で勝利投手となり、メジャーリーグ初勝利を挙げた。この年は15試合（全て先発）に登板して4勝を挙げた。
2020年は4試合（うち先発3試合）に登板したが、0勝1敗、防御率18.26という結果に終わった。
2021年1月28日にアンソニー・バスの加入に伴いDFAとなった。

### メッツ時代
2021年2月1日にフェデリコ・ポランコとのトレードで、ニューヨーク・メッツへ移籍した。5月5日に2シーズンぶりの勝利を挙げたが、5月26日に右肩の故障のため60日間の故障者リスト入りした。8月に傘下ルーキー級で復帰したが、結局メジャーに復帰することなくシーズンを終了した。
2022年4月5日にDFAとなり、ウェイバー公示を経てマイナー契約で残留した。この年はメジャー昇格の機会はなく、オフの11月10日にFAとなった。

### ドジャース傘下時代
2023年1月23日にロサンゼルス・ドジャースとマイナー契約を結んだが、3月13日に現役引退を発表した。

## 投球スタイル
最速95.3mph（約153.4km/h）の速球にカッターやチェンジアップ、スライダーなどの多彩な球種を投げ分ける。

## 詳細情報

### 年度別投手成績
| 年 度    | 球 団    | 登 板 | 先 発 | 完 投 | 完 封 | 無 四 球 | 勝 利 | 敗 戦 | セ 丨 ブ | ホ 丨 ル ド | 勝 率 | 打 者 | 投 球 回 | 被 安 打 | 被 本 塁 打 | 与 四 球 | 敬 遠 | 与 死 球 | 奪 三 振 | 暴 投 | ボ 丨 ク | 失 点 | 自 責 点 | 防 御 率 | W H I P |
| -------- | -------- | ----- | ----- | ----- | ----- | -------- | ----- | ----- | -------- | ----------- | ----- | ----- | -------- | -------- | ----------- | -------- | ----- | -------- | -------- | ----- | -------- | ----- | -------- | -------- | ------- |
| 2019     | MIA      | 15    | 15    | 0     | 0     | 0        | 4     | 5     | 0        | 0           | .444  | 325   | 78.2     | 54       | 11          | 36       | 1     | 5        | 82       | 5     | 0        | 42    | 39       | 4.46     | 1.14    |
| 2020     | MIA      | 4     | 3     | 0     | 0     | 0        | 0     | 1     | 0        | 0           | .000  | 67    | 11.1     | 27       | 8           | 7        | 0     | 0        | 13       | 0     | 0        | 24    | 23       | 18.26    | 3.00    |
| 2021     | NYM      | 2     | 1     | 0     | 0     | 0        | 1     | 1     | 0        | 0           | .500  | 33    | 6.2      | 10       | 0           | 2        | 0     | 2        | 3        | 0     | 0        | 6     | 3        | 4.05     | 1.80    |
| MLB：3年 | MLB：3年 | 21    | 19    | 0     | 0     | 0        | 5     | 7     | 0        | 0           | .417  | 425   | 96.2     | 91       | 19          | 45       | 1     | 7        | 98       | 5     | 0        | 72    | 65       | 6.05     | 1.41    |

### 年度別守備成績
| 年 度 | 球 団 | 投手（P） | 投手（P） | 投手（P） | 投手（P） | 投手（P） | 投手（P） |
| 年 度 | 球 団 | 試 合     | 刺 殺     | 補 殺     | 失 策     | 併 殺     | 守 備 率  |
| ----- | ----- | --------- | --------- | --------- | --------- | --------- | --------- |
| 2019  | MIA   | 15        | 5         | 7         | 1         | 1         | .923      |
| 2020  | MIA   | 4         | 0         | 1         | 0         | 0         | 1.000     |
| 2021  | NYM   | 2         | 0         | 0         | 1         | 0         | .000      |
| MLB   | MLB   | 21        | 5         | 8         | 2         | 1         | .867      |

### 背番号
- 50（2019年 - 2020年）
- 45（2021年）